# Gliocephalotrichum bulbilium
Gliocephalotrichum bulbilium är en svampart som beskrevs av J.J. Ellis & Hesselt. 1962. Gliocephalotrichum bulbilium ingår i släktet Gliocephalotrichum och familjen Nectriaceae.   Inga underarter finns listade i Catalogue of Life.